# Conophyma maracandicum
Conophyma maracandicum är en insektsart som beskrevs av Leo L. Mishchenko 1950. Conophyma maracandicum ingår i släktet Conophyma och familjen Dericorythidae.

## Underarter
Arten delas in i följande underarter:
- C. m. maracandicum
- C. m. sordidum